# 托茲米爾 (伊利諾伊州)
托茲米爾（英語：Todds Mill）是位於美國伊利諾伊州佩里縣的一個非建制地區。該地的面積和人口皆未知。

## 地理
托茲米爾的座標為38°12′09″N 89°21′57″W / 38.20250°N 89.36583°W，而該地的平均海拔高度為150米（即492英尺）。